# Bogarréus
Bogarréus é uma localidade que pertence à freguesia de Meca, no concelho de Alenquer, distrito de Lisboa com cerca de 0,5 km² de área e 200 habitantes.

## História
Esta localidade teve origem num casal, o Casal dos Bugarréus, que em 1873 pertencia a J. Pereira. Contava 100 habitantes em 1911, distribuídos por 26 fogos.
A festa anual de Bogarréus é realizada entre a Sexta-Feira antes do 1º fim-de-semana de Julho e a Segunda-Feira seguinte, ou seja, tem duração de 4 dias (excepto em 2010 e 2011, anos em que os festejos não se realizaram). Estes festejos são em honra de Nossa Senhora de Fátima, padroeira desta aldeia, e a organização é da Associação Recreativa e Cultural de Bogarréus.